# ジャンベ
ジャンベは西アフリカ起源の太鼓で、打楽器のひとつ。英語では djembe、jembe、jenbe、yembe、sanbanyi などと綴り、ジェンベイ、ジンベ等の読みをする。フランス語ではdjembé（ジャンベ [dʒãmbe]）、ギニアのマニンカ語では ディエンベ（[dʲẽbe]）という。
日本語表記にはばらつきがあり、特に主体があるわけではないので統一はできないが、後述の日本に本楽器が広まったきっかけとされる映画の邦題『ジャンベフォラ〜聖なる帰郷〜』から、「ジャンベ」といわれることが多く、本項もそれに従う。

## 分布
西アフリカ一帯(ギニア、セネガル、マリ、コートジボワール、ブルキナファソ）で伝統的に演奏されている深胴の片面太鼓である。これら諸国はかつて西アフリカに栄えたマリ帝国の領土であり、そのマンディンゴと呼ばれる文化圏で主に日常生活や祭儀で演奏されてきた。古文書などがなく、起源となる時代は不明であるが、少なくとも1230年ごろのマリ帝国成立の頃まで遡れると見られる。

## 構造
胴は硬い木をくりぬいて作られており、鼓面には主にヤギの皮が張られる。
西アフリカでは、胴には現地でDjallaと呼ばれるセンダン科アフリカマホガニー属の木（学名: Khaya senegalensis）、Duguraと呼ばれるマメ科コルディラ属の木（Cordyla africana）、Gueniと呼ばれるマメ科のアフリカローズウッド（Pterocarpus erinaceus）、Geleと呼ばれるマメ科ネムノキ亜科の木（Prosopis africana）、Iroko（イロコ）と呼ばれるクワ科ミリキア属の高木ミリキア・エクスケルサ（Milicia excelsa）などが一般的であるが、Lenkeと呼ぶマメ科のアフゼリア（Afzelia africana）の比較的柔らかい木で作ると、音的には劣るが、霊的な力が宿るとマンディンカ族に信じられている。胴を横から見ると胴の上部は丸みを帯びており、中央がくびれて、そこからやや太くなりながら鼓面の張られていない端に至る。このゴブレット型の胴には様々な装飾を施してあることがある。
一般に大人用のものは鼓面の直径は30 - 35 cm程度、胴の深さは55 - 65cm。子供用、民芸品用のものはさらに小さい。
鼓面は、鋲などで固定されておらず、周囲がカットグット（動物の腸で作られた紐）でくくりつけてあるだけであるので、締め方で鼓面の張力を調整することが可能であるが、トーキングドラムや日本の鼓のように演奏中に紐に力を加えるなどして音程を変えることはできない。
近年はアフリカ以外にインドネシアなどでも生産され、Latin Percussion（LP）、REMO、MEINL、TOCAなど欧米のパーカッションメーカーでも作られるようになった。この場合はコンガやスネアドラム等のような金属リムとラグやテンションをレンチで回転させることによって容易にチューニングを変えられるものもある。木製だけでなく繊維強化プラスチックなどの合成樹脂で作られたもの、木製でもコンガのように細い木材を接着剤で集成したもの、鼓面に皮革でなく、プラスチックヘッドを使用するものまで多様化している。カットグッドの代わりにナイロン製の紐を使って張力を与えるものもある。これら新技術の一部はアフリカの製造者にフィードバックされ一部が取り入れられている。そのため、前述のラグやテンション、集成材、プラスチックヘッドを使っていない伝統的とされるものでも、カットグッドではなくナイロン製の紐が使われている。
ドゥンドゥン、ケンケニ、サンバンなどと言った他楽器とも演奏する場合もある。

## 奏法
立って演奏する場合にはストラップを用いて肩からかけるが、座って演奏する場合には床に置き、全体をやや斜めにして鼓面の張られていない部分が開くようにする。
バチを使わずに素手で叩く。叩く位置と叩く手の形により、数種の異なる音を出し分けることが可能である。具体的には、鼓面の中央を手のひら全体で叩いて低い音を出すベーストーン、鼓面の端寄りを指を揃えて叩き高い音を出すハイトーン、同じく鼓面の端寄りを指を開いて叩くことでより高い倍音を得るスラップトーン、片手で鼓面を抑えながら反対の手で鼓面を叩くミュートトーンなどに分けられる。
ギニアの伝統的演奏形態では、ドゥンドゥン、サンバン、ケンケニと呼ばれる3種の太鼓と組み合わせて複合的なリズムで演奏される。
またマリでは、カスンケドゥンドゥン、コンゴニといった太鼓との組み合わせで演奏される。
ジャンベ特有の事項ではないが、一般的な打楽器と同様にドラムセットに組み込まれて使われる場合があり、スタンドで取り付けられ、スティック（撥）で演奏される。

## ジャンベの普及
この太鼓を世界に紹介し、普及させた功労者としてはギニア出身のママディ・ケイタ（Mamady Keita）が有名である。
背景に1960年代のアフリカ諸国の独立運動とアフリカン・ナショナリズムの台頭が挙げられる。特にギニアでは独立後、国威発揚のために国の伝統音楽家を発掘し、育成する国策がとられた。この時期に国立のバレエ団が結成され、ママディなどはそこでジャンベソロプレイヤーとして活躍したが、後の政情不安によりフランスへ脱出した。しかしそれがヨーロッパにジャンベと西アフリカの伝統音楽を紹介する導火線となった。
ママディはその後世界各地にジャンベと西アフリカの伝統音楽を紹介する学校「タムタム・マンディンゴ」を設立。ギニアやセネガルのジャンベプレイヤーがその後、続々と欧米、日本に進出するようになった。
1991年にはロラン・シュヴァリエ監督によりママディ・ケイタのドキュメンタリー映画『Djembefola』(ジャンベ奏者の意)がフランスとギニア合作で作られ、日本では『ジャンベフォラ〜聖なる帰郷〜』の邦題で公開されたことから日本ではフランス語に従って「ジャンベ」と言われるようになったといわれている。
アフリカの若者が欧米にあこがれるのと逆に、欧米や日本などの若者がジャンベを通してアフリカを訪問するケースも増えている。
ジャンベの持つ低音から高音まで一台で発音できる長所は、伝統的な演奏形態だけではなく、ロックやジャズなどの自由な演奏形態でも用いられるようになってきた。
前述のとおり、一本の木をくり抜き、ナイロンの紐でチューニングするアフリカ製の物が伝統的で良いという認識であるが、モリダイラ楽器はLP（Latin Percussion / ラテンパーカッション）のジャンベを「LP Galaxy Giovanni シリーズのウッドジャンベは世界中で最もすばらしいジャンベといえるでしょう。アフリカンジャンベを元にダイナミックなサウンドをお届けします。」としている。

## ジャンベの演奏家
ジャンベの演奏家はジャンベフォラ（フランス語、英語 djembefola）ともいう。多くのパーカッショニストが演奏に取り入れるようになっているが、ジャンベを主に演奏している奏者の例を挙げる。

### 海外
- ボロカダ・コンデ（Bolokada Conde） - ギニア。教則本を出している。
- ママディ・ケイタ（Mamady Keïta） - ギニア。世界的な普及に貢献。教則ビデオにも出演し、日本でも指導を行った。
- スンガロ・コリベリ（Soungalo Coulibaly） - マリ。
- ファムドゥ・コナテ（Famoudou Konaté） - ギニア。

### 日本
- スティーヴ エトウ
- 奈良大介
- 岩原大輔
- 永原元
- 加藤亮作
- 西村瑞樹（バイきんぐ）
- 下町兄弟
- ラティール・シー（セネガル出身）
- 石川雅康
- David Sylla
- Kackey